# Fatick
Fatick ist eine städtische Gemeinde (commune) im zentralen Westen Senegals. Sie ist Präfektur des Départements Fatick und Hauptstadt der Region Fatick.

## Geographische Lage
Fatick liegt, 120 Kilometer südöstlich von Dakar, im Erdnussbecken zwischen Mbour und Kaolack am westlichen rechten Ufer des Sine, der von hier bis zu seiner Mündung in den Saloum 13 Kilometer südlich der Stadt unter dem Einfluss der Gezeiten steht. Diese haben das mäandrierende Flussbett ausgewaschen und eine mehrere hundert Meter breite periodisch überschwemmte amphibische Uferzone geschaffen. Das Gemeindegebiet hat eine Fläche von 16,01 km². Benachbarte Kommunen sind im Uhrzeigersinn Niakhar im Norden, Mbéllacadiao im Osten und im Westen Diouroup. Die drei nächstgelegenen Ortschaften sind Nerane, Pourham, Mbirk und Pourham Tok.

## Geschichte
Fatick erlangte im Jahr 1917 zugleich mit Foundiougne und Kaolack den Status einer städtischen Gemeinde (commune). Im Jahr 1984 wurde sie Hauptstadt der neu geschaffenen Region Fatick.

## Bevölkerung
Die letzten Volkszählungen ergaben für die Stadt jeweils folgende Einwohnerzahlen:
| Jahr | Einwohner |
| ---- | --------- |
| 1976 | 9.998     |
| 1988 | 18.416    |
| 2002 | 23.149    |
| 2013 | 28.276    |
| 2023 | 39.361    |

## Verkehr
Am Nordrand von Fatick quert die Nationalstraße N 1, die von Dakar im Westen nach Tambacounda und weiter über die malische Grenze nach Kayes führt, mittels einer 400 Meter langen kombinierten Damm- und Brückenkonstruktion das Flussbett des Sine. Es ist die letzte Brücke vor seiner Mündung. Auf der rechten westlichen Uferseite des Sine führt die Nationalstraße N 9, bis 2012 als Regionalstraße R 61 klassifiziert, aus der Stadt nach Süden und überquert auf dem Weg nach Foundiougne den Saloum mit dem 2022 eröffneten Pont de Foundiougne als der längsten Brücke Westafrikas.

## Wirtschaft
Früher lebte Fatick hauptsächlich von der Erdnussproduktion. Seit einigen Jahren befindet sich diese auf absteigendem Ast, sei es durch Missernten, sei es durch Importhürden der EU, oder sei es durch die komplette Privatisierung der Erdnussindustrie in Senegal. Vor allem die Privatisierung hat zu großen Problemen geführt, da die Regierung jetzt keinerlei Subventionen mehr zahlt. Daher sind die Salzgärten seitdem der wichtigste lokale Wirtschaftszweig.

## Kultur
In der Stadt gibt es mehrere klassifizierte historische Stätten und Denkmäler, darunter die Maison Luthérienne und die Dienstgebäude der Präfektur und des Tribunals.
Zu nennen sind ferner
- Mind Ngo Mindiss, eine Opferstätte, besonders für Trankopfer, gelegen am Ufer des Flusses Sine
- Ndiobaye, ein Ort traditioneller Zeremonien
- Jab Ndeb, der heilige Baum von Ndiaye-Ndiaye

## Städtepartnerschaften
Besondere Beziehungen bestehen mit Montoir-de-Bretagne (Département Loire-Atlantique, Frankreich), im Rahmen des Vereins „Club Sénégal“ der Schule René Guy Cadou.

## Persönlichkeiten der Stadt
- Alioune Badara Mbengue (1924–1992), Politiker und ehemaliger Minister
- Macky Sall (* 1961), Bürgermeister von Fatick bis 2002, Präsident Senegals seit 2012
- Ousmane Sarr (* 1986), Fußballer